# Puchar USA 2000 w piłce nożnej
Puchar USA 2000 – siódma (zarazem ostatnia) edycja turnieju towarzyskiego o Puchar USA odbyła się w 2000 w Stanach Zjednoczonych.

## Uczestnicy
W turnieju uczestniczyły cztery drużyny :
- Irlandia
- Meksyk+
- Południowa Afryka
- Stany Zjednoczone

+reprezentacja ligi meksykańskiej głównie z klubu UNAM (Pumas).

## Mecze
| 3 czerwca Waszyngton |  | Stany Zjednoczone | 4 | - | 0 (2-0) | Południowa Afryka |

| 4 czerwca Chicago Stany Zjednoczone |  | Meksyk | 2 | - | 2 (1-0) | Irlandia |

| 6 czerwca Foxborough |  | Stany Zjednoczone | 1 | - | 1 (0-1) | Irlandia |

| 7 czerwca Dallas Stany Zjednoczone |  | Południowa Afryka | 2 | - | 4 (0-2) | Meksyk |

| 11 czerwca East Rutherford |  | Stany Zjednoczone | 3 | - | 0 (1-0) | Meksyk |

| 11 czerwca East Rutherford* |  | Południowa Afryka | 1 | - | 2 (1-1) | Irlandia |

- Stany Zjednoczone

### Tabela końcowa
| M | Reprezentacja     | L.m. | Zw. | Rem. | Por. | Bramki | R.br. | Pkt |
| 1 | Stany Zjednoczone | 3    | 2   | 1    | 0    | 8:1    | +7    | 7   |
| 2 | Irlandia          | 3    | 1   | 2    | 0    | 5:4    | +1    | 5   |
| 3 | Meksyk            | 3    | 1   | 1    | 1    | 6:7    | -1    | 4   |
| 4 | Południowa Afryka | 3    | 0   | 0    | 3    | 3:10   | -7    | 0   |

Zwycięzcą turnieju o Puchar USA 2000 zostały  Stany Zjednoczone.